# Rob & Chris
Rob & Chris (Rob und Chris) – niemiecki zespół powstał w 2009 roku przy współpracy Robina Brandes'a oraz Christophera As. Pierwszym ich singlem wydanym w niemieckiej wytwórni Zooland Records w 2009 roku był singiel o tytule Superheld do którego powstał również teledysk. Aktualnie zespół cieszy się dużym powodzeniem wśród słuchaczy. Jednym z ich największych sukcesów okazał się remix dla francuskiej wokalistki Lolity do singla "Joli Garçon". Są również rozpoznawani dzięki filmikom które robi DJ Neo.

## Dyskografia

### Single[2]
- 2009: Superheld
- 2010: Wahnsinn
- 2011: Eskalation
- 2011: Durchgemacht (feat. Sandberg)
- 2012: Mond (feat. Sandberg)
- 2012: 150 Beatz
- 2013: Autobahn
- 2013: We aRe oNe (Hymne zum Easter Rave Event 2013)
- 2013: Geil
- 2014: Die Ganze Nacht
- 2014: Uh La La La
- 2014: Feuer Frei
- 2015: Rückenwind (feat. Dan O'Clock)
- 2015: Wir brauchen Bass
- 2016: Zeitmaschine
- 2016: Instabitch (feat. Udo Bonstrup)
- 2016: 152 Beatz

### Remiksy[2]
- 2010: Love Is On Fire - ItaloBrothers
- 2010: Joli Garcon - Lolita Jolie
- 2011: Außergewöhnlich - Finger & Kadel
- 2012: Think About The Way - Groove Coverage feat. Rameez
- 2012: Drunken / Was Wollen Wir Trinken - Basslovers United
- 2012: Non Non Non - Lolita Jolie
- 2013: Don't Stop The Dancing - Manian feat. Carlprit
- 2013: Sax - Picco & Karami
- 2013: I Wanna Dance With You - Lolita Jolie
- 2014: Beam Me Up - Menderes
- 2015: Bonjour Madame - Lolita Jolie
- 2015: Internet - Nadine Cevik vs. DJ Ostkurve
- 2018: Masterboy & Beatrix Delgado - Are You Ready (We Love the 90s)